# Catherine Bakewell, Baroness Bakewell of Hardington Mandeville

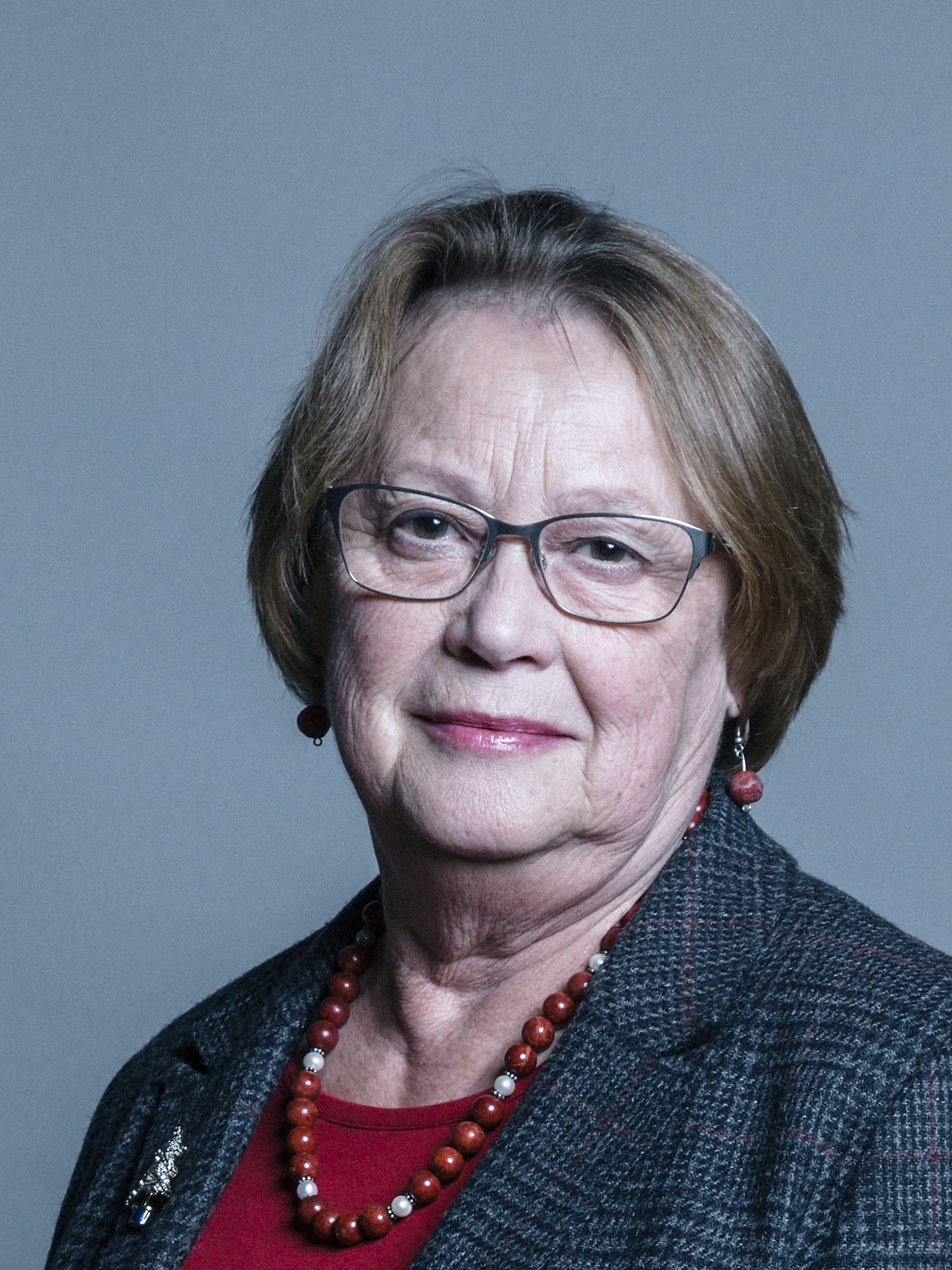
Catherine Bakewell, Baroness Bakewell of Hardington Mandeville

Catherine Mary „Cathy“ Bakewell, Baroness Bakewell of Hardington Mandeville, MBE (* 7. März 1949 in Bristol) ist eine britische Politikerin der Liberal Democrats. Seit September 2013 ist sie als Life Peeress Mitglied des House of Lords.

## Leben
Bakewell wurde im durch deutsche Luftangriffe schwer zerstörten Bristol geboren; ihr Vater hatte als Soldat im Zweiten Weltkrieg  gekämpft. Anfang der 1980er Jahre kam Bakewell erstmals mit der Politik in Berührung. 1983 wurde sie Sekretärin von Paddy Ashdown, dem damaligen Parlamentsabgeordneten des House of Commons für den Wahlkreis Yeovil.
Ihre eigene politische Karriere begann sie in der Kommunalpolitik. Im Mai 1993 wurde sie als Ratsmitglied (Councillor) in den Somerset County Council, den Grafschaftsrat der Grafschaft Somerset, gewählt. Zu ihren politischen Schwerpunkten im County Council gehörten: Einsatz von Feuerwehr- und Rettungskräften, Polizeimaßnahmen, Gleichstellungspolitik, Kinderschutz, Fort- und Weiterbildung sowie Erwachsenenbildung. 2001 wurde Bakewell Vorsitzende (Leader of the County) des Somerset County Council; dieses Amt hatte sie bis Mai 2007 inne. Im Mai 2009 wurde sie bei einer Nachwahl in das South Somerset District Council, den Bezirksrat (Bezirkstag) von South Somerset, gewählt. Dort vertrat sie den Wahlbezirk Coker. Im Mai 2011 wurde sie wiedergewählt. Im Mai 2013 schied sie aus dem Somerset County Council aus.
2007 war sie Mitglied der Councillors Commission, einer von Staatssekretärin Ruth Kelly initiierten Kommission zur Förderung des Zugangs von Personen unterschiedlicher sozialer und beruflicher Herkunft zu den Councils des Vereinigten Königreichs. Sie gehört außerdem dem Board of Trustees des Leadership Centre for Local Government an.
Am 1. August 2013 wurde bekanntgegeben, dass Bakewell zum Life Peer ernannt und für die Liberal Democrats Mitglied des House of Lords werden soll. Sie wurde als sog. „Working Peer“ berufen. Am 9. September 2013 wurde sie mit dem Titel Baroness Bakewell of Hardington Mandeville, of Hardington Mandeville in the County of Somerset, zur Life Peeress erhoben und ist dadurch seither Mitglied des House of Lords. Die territoriale Widmung des Titels, Hardington Mandeville, bezieht sich auf ihren Wohnort. Am 15. Oktober 2013 wurde sie, nach Doreen Lawrence, Baroness Lawrence of Clarendon, mit Unterstützung von Lord Ashdown of Norton-sub-Hamdon und Sal Brinton, Baroness Brinton, offiziell ins House of Lords eingeführt. Ihre Antrittsrede hielt sie am 31. Oktober 2013 in einer Debatte über Wohnungspolitik.